# 3050 Каррера
3050 Каррера (3050 Carrera) — астероїд головного поясу, відкритий 13 липня 1972 року.
Тіссеранів параметр щодо Юпітера — 3,622.